# Iuliu Baratky
Iuliu (Gyula) Baratky, cunoscut și ca Gyuszi Baratky, maghiară Barátky Gyula (n. 14 mai 1910, Oradea – d. 14 aprilie 1962, București) a fost un fotbalist român de etnie maghiară. Postul său preferat a fost cel de mijlocaș dreapta. A fost supranumit „minunea blondă”.

## Cariera de fotbalist
A început să joace fotbal la vârsta de opt ani, în echipa cartierului muncitoresc din Oradea, O.S.K. În 1922 a trecut la Stăruința Oradea, pentru ca la 14 ani să facă parte din selecționata de juniori a zonei Oradea. La 18 ani este transferat la CAO Oradea, de unde în 1930 pleacă la Hungaria Budapesta, echipă la care activează patru sezoane.
Revine la Oradea și petrece doi ani la Crișana, pentru ca în 1936 să se mute în București, unde evoluează opt sezoane la Rapid.

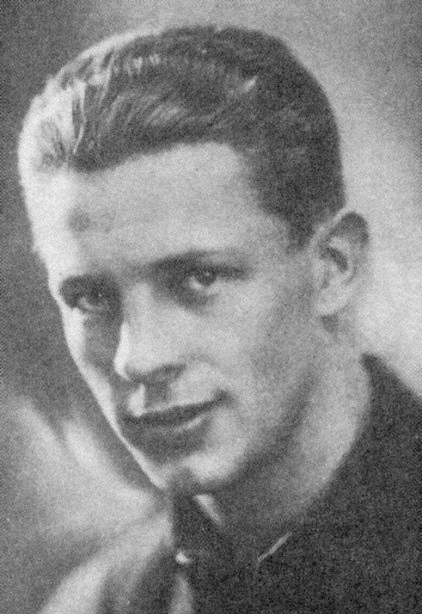
Iuliu Baratky, jucătorul clubului Rapid în perioada 1936-1944

A jucat 155 de meciuri în campionatul național al României (a înscris 100 de goluri), începând din 10 septembrie 1933 (Venus București - Crișana Oradea 0-1). A câștigat patru Cupe ale României în 1937, 1939, 1940, 1941, toate cu Rapid București.
A debutat în echipa națională de fotbal a Ungariei, pentru care a jucat de nouă ori, fără să marcheze. În 1933 a început să joace pentru echipa națională de fotbal a României, pentru care a disputat 20 de jocuri, înscriind 13 goluri.
A evoluat pe toate posturile unei echipe. A început să joace înaintaș, a trecut apoi în compartimentul mijlocașilor - fiind considerat în 1930 cel mai bun „half dreapta” din Europa. A jucat deseori fundaș, ba chiar și portar, în 1933, pentru echipa națională a Ungariei într-un meci contra Spaniei.

## Antrenor
A debutat în 1944 pe banca Rapidului, echipă pe care a condus-o timp de două sezoane, până în 1946 când revine pentru un an la Oradea, la conducerea divizionarei A Libertatea. 
De aici pleacă la RATA Târgu Mureș, iar în 1949 revine în București unde conduce timp de patru sezoane pe Dinamo. După un an petrecut la Progresul, revine la Dinamo, alături de care câștigă în 1959 Cupa României. După anul 1960, lucrează la centrul de copii și juniori al clubului Dinamo.
Poveștile despre abilitățile sale tehnice sunt încă surse de mândrie pentru suporterii rapidiști. Mulți suporteri au citit Finala se joacă azi sau Glasul roților de tren, scrise de Ioan Chirilă, un cunoscut jurnalist sportiv român. În aceste cărți Baratky este personajul principal.

## Palmares

### Jucător
Ungaria
- Cupa Ungariei: 1931–32

Rapid București
- Cupa României (6): 1936–37, 1937–38, 1938–39 , 1939–40, 1940–41, 1941–42

### Antrenor
Rapid București
- Cupa României: 1940–41, 1941–42

Dinamo București
- Cupa României: 1958–59

## Distincții
- Medalia Muncii (9 mai 1958) „cu prilejul aniversării a 10 ani de la înființarea Clubului sportiv «Dinamo» și pentru rezultate deosebite obținute în dezvoltarea activității sportive”[4]